# محمدرضا بحرانی

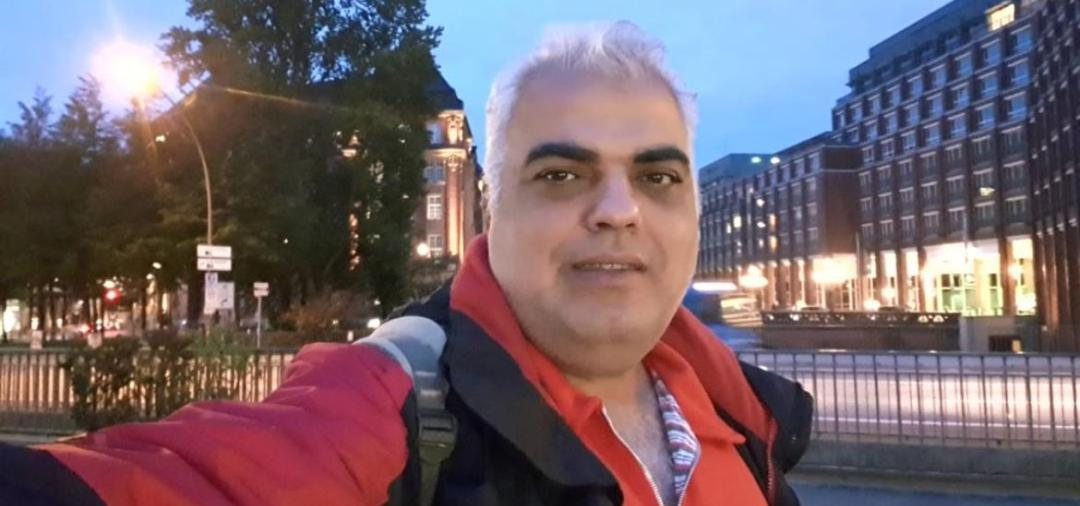
محمدرضا بحرانی در برلین

## محمدرضا بحرانی
الگو:زندگی‌نامه فرد
محمدرضا بحرانی (زادهٔ ۱۳۵۵ در نوشهر) مهندس الکترونیک، کارآفرین و کلکسیونر هنر معاصر اهل ایران است. او بیش از پانزده سال در آلمان در حوزه‌های مهندسی و صنعت فعالیت داشت و پس از بازگشت به ایران، «گروه صنعتی بحرانی» را تأسیس کرد. بحرانی علاوه بر فعالیت‌های صنعتی، به‌عنوان یکی از مجموعه‌داران برجستهٔ هنر معاصر در ایران و خاورمیانه شناخته می‌شود.

## زندگی‌نامه و تحصیلات
بحرانی در سال ۱۳۵۵ در نوشهر متولد شد. اصالت خانوادگی او به استان بوشهر بازمی‌گردد. وی تحصیلات دانشگاهی خود را در رشتهٔ مهندسی الکترونیک گذراند و پس از پایان تحصیل، به آلمان مهاجرت کرد. او بیش از پانزده سال در این کشور به فعالیت‌های حرفه‌ای در حوزهٔ صنعت پرداخت. پس از بازگشت به ایران، با راه‌اندازی «گروه صنعتی بحرانی»، فعالیت‌های صنعتی و اقتصادی خود را گسترش داد.

## فعالیت‌های صنعتی
بحرانی با تأسیس گروه صنعتی بحرانی تلاش کرد میان فناوری و هنر پیوندی تازه ایجاد کند. او از ظرفیت‌های صنعتی برای تقویت عرصه‌های فرهنگی و هنری بهره گرفت و پروژه‌هایش اغلب با تأکید بر خلاقیت و نوآوری شکل گرفته‌اند.

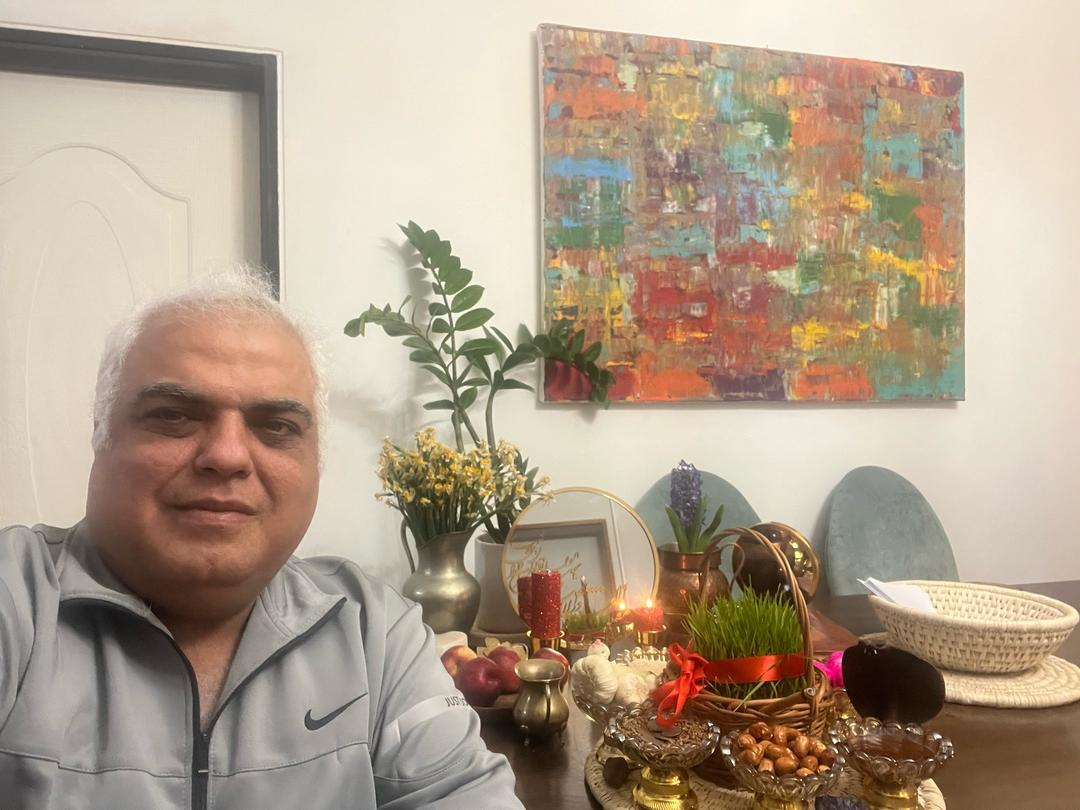
محمدرضا بحرانی در کنار یکی از آثارش - نوروز ۱۴۰۳

## کلکسیون هنر معاصر
بحرانی یکی از شناخته‌شده‌ترین کلکسیونرهای هنر مدرن در ایران است. مجموعهٔ او شامل ۱۲۷ تابلو نقاشی از آثار فریدالله ادیب‌آیین، هنرمند افغانستانی در سبک اکسپرسیونیسم انتزاعی است. در این مجموعه آثار شاخصی چون:
- ملا ممدجان
- مقام افیون
- چاله‌ها
- راگامالا
- سرخ عنابی

قرار دارند. رسانه‌های داخلی این کلکسیون را یکی از بزرگ‌ترین مجموعه‌های اکسپرسیونیسم انتزاعی در خاورمیانه دانسته‌اند.

## بازتاب رسانه‌ای
فعالیت‌های بحرانی در رسانه‌های مختلف پوشش داده شده‌است.  
- پایگاه خبری شوشان او را گردآورندهٔ بزرگ‌ترین مجموعهٔ اکسپرسیونیسم انتزاعی در خاورمیانه معرفی کرده‌است.[۱]
- وبگاه آبتاب در گزارشی تفصیلی به زندگی، تحصیلات و آثار گردآوری‌شده توسط او پرداخته‌است.[۲]
- نشریهٔ کیهان لندن به بررسی ابعاد فرهنگی پروژه‌های او و نقش وی در پیوند میان صنعت و هنر اشاره کرده‌است.[۳]
- پایگاه تجارت جنوب آنلاین نیز او را «ابرکلکسیونر انتزاعی» نامیده و فعالیت‌هایش را در حوزه‌های صنعتی و هنری تحلیل کرده‌است.[۴]